# 愛丁堡國際藝穗節

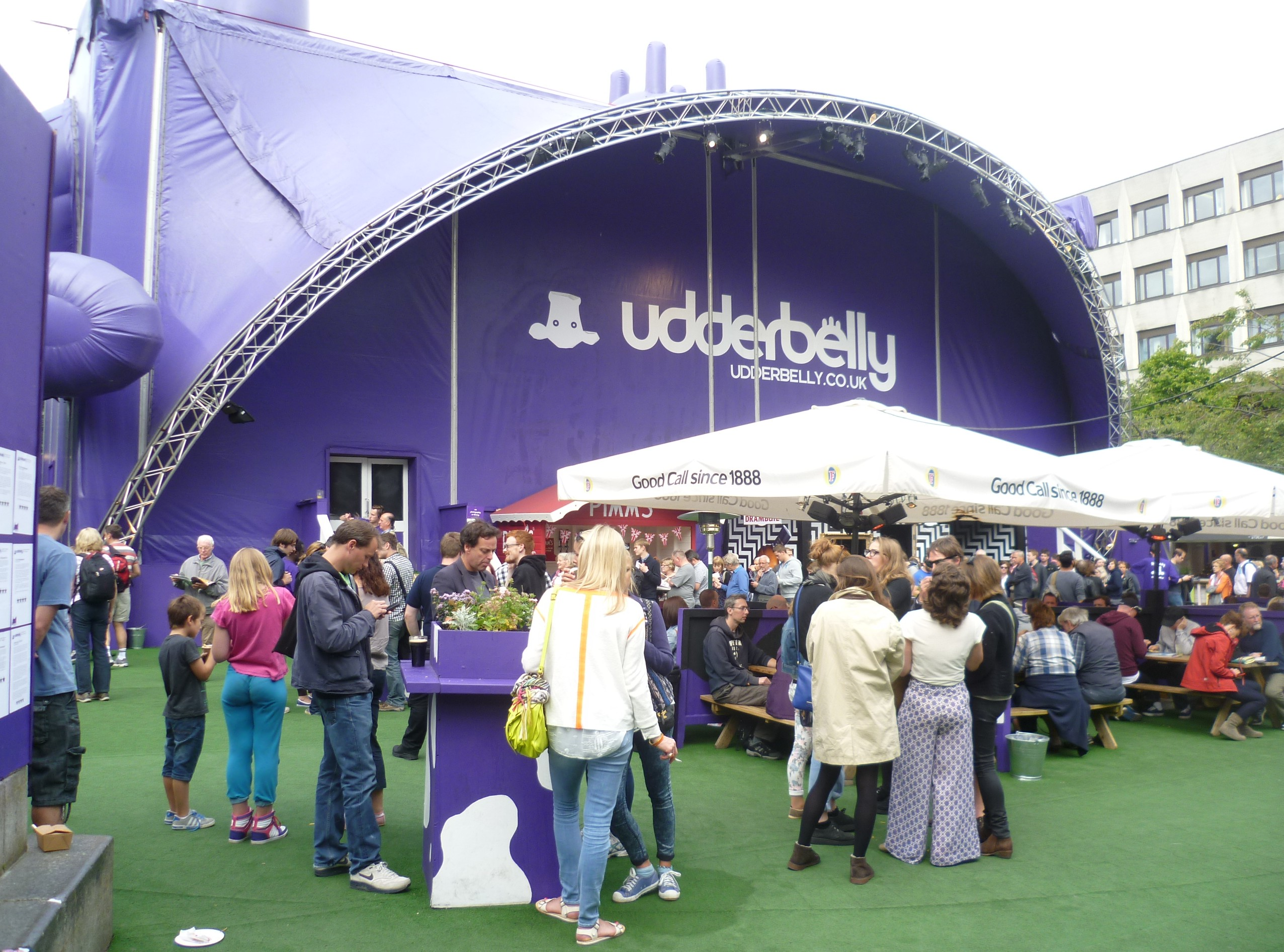
2013年愛丁堡國際藝穗節

愛丁堡國際藝穗節（Edinburgh Festival Fringe）是每年八月在蘇格蘭首府愛丁堡舉辦的世界規模最大的藝術節之一，和愛丁堡國際藝術節在同一時期舉辦。但和藝術節不同的是，藝穗節並無任何審查，只要能找到場地，任何人都可進行演出，也因此節目領域十分多元，常有大膽創新的作品以愛丁堡國際藝穗節作為首次演出的舞台。愛丁堡國際藝穗節開始於1947年，當時只有5個演出場地。而2015年愛丁堡國際藝穗節已經有313塊演出場地，表演人數達27,918人。